# Stele von Veliisa

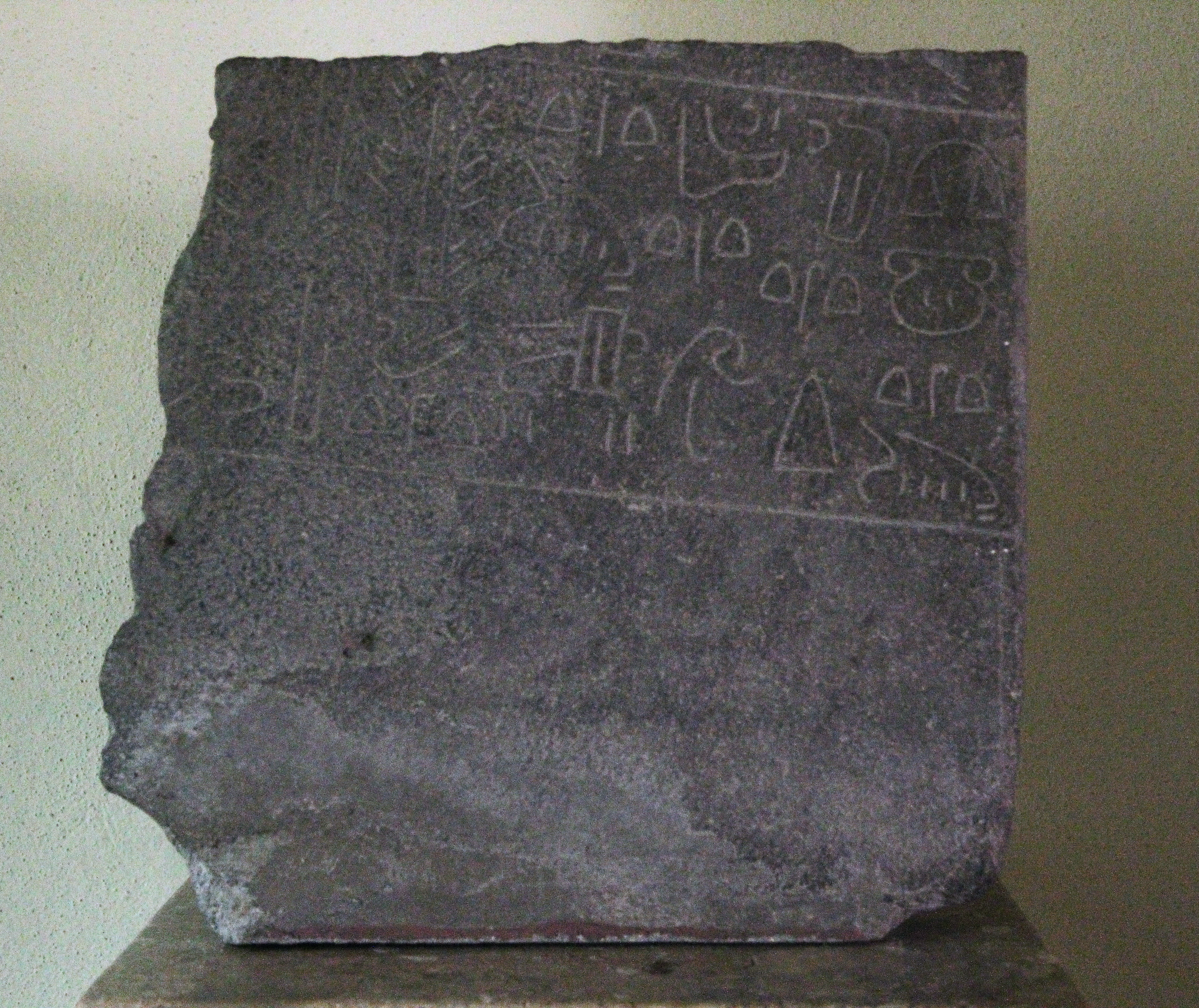
Stele von Veliisa

Das Fragment der Stele von Veliisa stammt aus späthethitischer Zeit und trägt eine Inschrift in luwischen Hieroglyphen.

## Fund
Die genauen Fundumstände des Stelenfragments sind nicht bekannt. Lediglich die Herkunft aus Veliisa (heute Yaylayolu), 15 Kilometer nördlich der türkischen Provinzhauptstadt Niğde im zentralen Landkreis der Provinz, an den östlichen Hängen des Melendiz Dağı, ist durch die erste Veröffentlichung des polnisch-US-amerikanischen Altorientalisten Ignace Gelb belegt. Der deutsche Archäologe Helmuth Theodor Bossert veröffentlichte 1954 eine erste Übersetzung der Inschrift. Eine weitere Edition folgte 1975 durch Piero Meriggi. Der Hethitologe John David Hawkins erbrachte 2000 eine neue Übersetzung in seinem Corpus of Hieroglyphic Luwian Inscriptions. Die Stele ist im Archäologischen Museums von Niğde ausgestellt und trägt die Inventarnummer 53.

## Beschreibung
Der Stein aus grauem Basalt hat einen etwa dreieckigen Querschnitt. Durch die zwei winklig zueinander liegenden Flächen auf der Rückseite und eine dazwischen gezogene vertikale Mittellinie wird vermutet, dass etwas mehr als die untere Hälfte der ursprünglichen Stele erhalten ist. Das Fragment hat eine Höhe von 43 Zentimetern und eine Breite von 44 Zentimetern. Die maximale Stärke beträgt 20 Zentimeter. Auf der gut erhaltenen Vorderseite ist in der oberen Hälfte der Rest einer 20 Zentimeter hohen eingravierten Hieroglypheninschrift zu erkennen.
Die Übersetzung des Textes lautet nach Hawkins:
[Tarhun]zas (?) came well for me,

and for me [ he did ] all good […
Nach Form und Stil der Schrift ordnet Hawkins das Dokument ins späte 8. Jahrhundert v. Chr. ein. Nach dem Fundort wird die Stele dem eisenzeitlichen luwischen Königreich Tuwana zugeordnet.